# هربرت فيدرير
هربرت فيدرير (بالإنجليزية: Herbert Federer)‏ (و. 1920 – 2010 م) هو رياضياتي، وأستاذ جامعي أمريكي، ولد في فيينا، كان عضوًا في الأكاديمية الوطنية للعلوم، والأكاديمية الأمريكية للفنون والعلوم، توفي في رود آيلاند، عن عمر يناهز 90 عاماً.

## التعليم
تعلم في جامعة كاليفورنيا، بركلي
.

## جوائز
حصل على جوائز منها:
- جائزة لوري ستيل  [لغات أخرى]‏ (1987)
- زمالة غوغنهايم